# Золотоголовый сифака
Золотоголовый сифака (лат. Propithecus tattersalli) — примат семейства индриевых.

## Описание
Золотоголовый сифака является самым маленьким представителем рода сифак. Длина его тела составляет от 45 до 47 см, длина хвоста от 42 до 47 см, вес составляет от 3,4 до 3,6 кг. Окрас шерсти преимущественно белого цвета, характерным признаком является оранжево-жёлтая макушка головы. Похожий оттенок иногда встречается на плечах, верхней части конечностей и на груди. Лишённое волос лицо чёрного цвета, глаза оранжевого цвета. Характерны также белые «кисточки» на ушах.

## Распространение
Золотоголовый сифака как и все лемуры обитает только на Мадагаскаре. Небольшой ареал расположен на севере острова между реками Loky и Manambato. Животные обитают в сухих лиственных лесах на высоте ниже 500 м на уровне моря.

## Образ жизни
Эти приматы активны преимущественно днём, в период дождей иногда наблюдается активность в предрассветные и вечерние часы. Ночью они спят на верхушках деревьев. Чаще держатся на деревьях, передвигаясь ползком или прыжками. Живут группами от трёх до десяти особей (чаще 5—6), состоящих из нескольких самцов, нескольких самок и их совместного потомства. Члены группы общаются при помощи большого числа звуков, имея в своём арсенале звуковые сигналы об опасности со стороны хищных птиц и со стороны наземных хищников. Размер участков варьирует от 6 до 12 га, длина ежедневного маршрута составляет от 400 до 1200 м. В засушливый период дистанция увеличивается в связи с уменьшением ассортимента питания.
Это растительноядные животные, питающиеся молодой зеленью, неспелыми плодами, семенами, почками и цветками.
После 170-дневного периода беременности самка рожает в июле единственного детёныша. Он держится за брюхо матери, а затем перебирается на её спину. В возрасте 5 месяцев он отлучается от матери. Приплод самка приносит каждые два года.

## Природоохранный статус
Площадь ареала составляет менее 5000 км². Выкорчёвывание деревьев, пожары и разработка полезных ископаемых уменьшают местообитания животных. Охота также негативно влияет на популяцию, численность которой составляет от 6000 до 10 000 особей. МСОП классифицирует вид как вымирающий (endangered).